# Знаміровиці
Знаміровиці (пол. Znamirowice) — село в Польщі, у гміні Лососіна-Дольна Новосондецького повіту Малопольського воєводства.
Населення — 309 осіб (2011).
У 1975-1998 роках село належало до Новосондецького воєводства.

## Демографія
Демографічна структура станом на 31 березня 2011 року:
|          | Загалом | Допрацездатний вік | Працездатний вік | Постпрацездатний вік |
| -------- | ------- | ------------------ | ---------------- | -------------------- |
| Чоловіки | 154     | 42                 | 93               | 19                   |
| Жінки    | 155     | 39                 | 81               | 35                   |
| Разом    | 309     | 81                 | 174              | 54                   |